# Comuna Holodna Balka, Bileaiivka
Holodna Balka (în ucraineană Холодна Балка) este o comună în raionul Bileaiivka, regiunea Odesa, Ucraina, formată din satele Altestove și Holodna Balka (reședința).

## Demografie
Componența lingvistică a comunei Holodna Balka
     Ucraineană (86,58%)
     Rusă (12,23%)
     Alte limbi (0,64%)
Conform recensământului din 2001, majoritatea populației comunei Holodna Balka era vorbitoare de ucraineană (86,58%), existând în minoritate și vorbitori de rusă (12,23%).